# D797 (Puy-de-Dôme)
De D797 is een departementale weg in het Midden-Franse departement Puy-de-Dôme. De weg loopt van La Sauvetat naar Coudes.

## Geschiedenis
Oorspronkelijk was de D797 onderdeel de N9. De N9 bleef bestaan tot de aanleg van de A75. Daarna werd de weg ongenummerd tot N2009. In 2006 is de N2009 overgedragen aan het departement Puy-de-Dôme, omdat de weg geen belang meer had voor het doorgaande verkeer. De weg is toen omgenummerd tot D797.